# E578号線
E578号線 (E578ごうせん、英: European route E578) はルーマニアにあり、サラツェル – レギン – トプリツァ – ゲオルゲニ – ミエルクレア＝チュク – スフントゥ・ゲオルゲ – キキシュを結ぶ、欧州自動車道路のBクラス幹線道路。
- ルーマニア
  - E58号線 – サラツェル
  - E574号線 – キキシュ